# Cathleen Nesbitt
Cathleen Nesbitt (* 24. November 1888 in Cheshire, England; † 2. August 1982 in London, England) war eine britische Schauspielerin walisischer und irischer Abstammung.

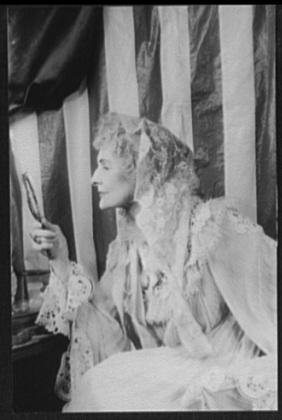
Cathleen Nesbitt als Tante Alicia in Gigi, fotografiert von Carl Van Vechten

## Leben
Cathleen Nesbitt wurde in Frankreich unterrichtet. Danach besuchte sie die Queen’s University of Belfast und studierte an der Sorbonne in Paris, Frankreich.
Auf den Londoner Bühnen war sie erstmals 1910 im Revival von Pineros The Cabinet Minister zu sehen. Danach spielte sie in weiteren Theaterstücken mit.
1911 wurde Nesbitt Mitglied der Irish Players und ging in die Vereinigten Staaten, wo sie ihr Broadwaydebüt in The Well of the Saints gab. Mit den Irish Players spielte sie auch in John Millington Synges The Playboy of the Western World. Die Schauspieler wurden vom überwiegend katholischen, irisch-amerikanischen Publikum mit Gemüse und Obst beworfen.
Sie wurde 1912 die Liebschaft des englischen Dichters Rupert Brooke, der ihr viele Liebesgedichte widmete. Als Brooke im Ersten Weltkrieg starb, waren er und Nesbitt verlobt und sie wollten heiraten. Ihr Filmdebüt gab sie 1919 in A Star Over Night. Auch spielte sie 1922 in The Faithful Heart. Bis 1930 war sie dann nicht mehr in Filmen zu sehen, bis sie die Rolle der Anne Lymes in Canaries Sometimes Sing, einem der ersten Tonfilme, bekam. 1938 spielte sie in der Verfilmung von Pygmalion mit.
Nesbitts erster Hollywoodfilm war Three Coins in the Fountain (1954), in welchem sie die Charakterrolle von „La Principessa“ spielte. Darauf folgte dann im selben Jahr Black Widow und 1957 An Affair to Remember. Sie erschien auch in The Parent Trap (1961) und Promise Her Anything (1965). 1972 und 1973 spielte sie in zwei Folgen von Das Haus am Eaton Place. 1974 erhielt Nesbitt einen Emmy Award für ihre Rolle im Drama Staircase.
Weitere Hollywood- und Fernsehproduktionen waren unter anderem Hitchcocks Family Plot (1976) und Julia (1977).
Cathleen Nesbitt war von 1920 bis zu ihrem Tod 1982 mit dem Schauspieler Cecil Ramage verheiratet. Zu diesem Zeitpunkt lebten sie jedoch schon mehrere Jahre getrennt. Sie hatten zwei Kinder.
Nesbitt lebte lange Zeit in den Vereinigten Staaten und dachte auch darüber nach, die Amerikanische Staatsbürgerschaft anzunehmen. Schließlich kehrte sie nach Großbritannien zurück, wo sie zum Commander of the British Empire geschlagen wurde.
Ihre Autobiografie A Little Love and Good Company wurde 1973 veröffentlicht.
Nach einer Karriere, die über 80 Jahre andauerte, einer der längsten im Showbusiness, starb Cathleen Nesbitt im Alter von 93 Jahren in London.

## Filmografie

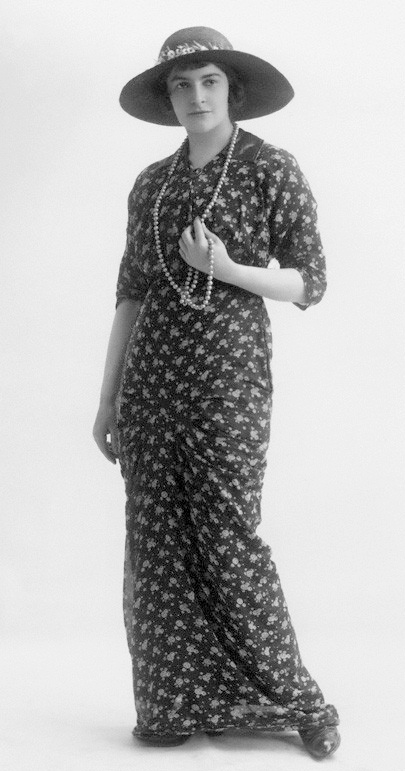
Cathleen Nesbitt (1913)

- 1919: A Star Over Night (Kurzfilm)
- 1922: The Faithful Heart
- 1930: Canaries Sometimes Sing
- 1932: The Frightened Lady
- 1935: Falling in Love
- 1935: The Passing of the Third Floor Back
- 1936: Well Done, Henry
- 1936: Hearts of Humanity
- 1936: The Beloved Vagabond
- 1937: Knights for a Day
- 1937: Against the Tide
- 1938: Little Dolly Daydream
- 1938: A Dream of Love (Kurzfilm)
- 1938: The Gay Lord Quex (TV)
- 1938: The Case of the Frightened Lady (TV)
- 1938: Der Roman eines Blumenmädchens (Pygmalion)
- 1940: Edgar Wallace: Die Kammer des Schreckens (The Door with Seven Locks)
- 1943: Das heilige Feuer (The Lamp Still Burns)
- 1944: Gaslicht und Schatten (Fanny by Gaslight)
- 1945: The Agitator
- 1945: Caesar und Cleopatra (Caesar and Cleopatra)
- 1946: Zwei Welten (Men of Two Worlds)
- 1947: Nicholas Nickleby (The Life and Adventures of Nicholas Nickleby)
- 1947: Zigeunerblut (Jassy)
- 1949: Die Rivalin (Madness of the Heart)
- 1950: Paris um Mitternacht (So Long at the Fair)
- 1951: BBC Sunday-Night Theatre: Ghosts (TV-Reihe)
- 1952: CBS Television Workshop: Riders to the Sea (TV-Reihe)
- 1952: Robert Montgomery Presents: Candles for Theresa (TV-Serie, eine Folge)
- 1954: Janet Dean, Registered Nurse (TV-Serie, eine Folge)
- 1954: The Philco Television Playhouse: The Mother (TV-Reihe)
- 1954: Drei Münzen im Brunnen (Three Coins in the Fountain)
- 1954: Die Spinne (Black Widow)
- 1954: Désirée
- 1955–1956: The Alcoa Hour (TV-Serie, drei Folgen)
- 1955–1957: Studio One (TV-Serie, fünf Folgen)
- 1955: Omnibus (TV-Serie, eine Folge)
- 1955: Producers' Showcase (TV-Serie, zwei Folgen)
- 1956: Goodyear Television Playhouse: The Primary Colors (TV-Reihe)
- 1956–1963: The United States Steel Hour (TV-Serie, sechs Folgen)
- 1957: Die große Liebe meines Lebens (An Affair to Remember)
- 1957: Suspicion (TV-Serie, eine Folge)
- 1958: Matinee Theatre: The Velvet Glove (TV-Reihe)
- 1958: The DuPont Show of the Month: Wuthering Heights (TV-Reihe)
- 1958: Playhouse 90: Heart of Darkness (TV-Reihe)
- 1958: Getrennt von Tisch und Bett (Separate Tables)
- 1959–1961: Play of the Week (TV-Reihe, vier Folgen)
- 1959: Wagon Train (TV-Serie, eine Folge)
- 1960: Mrs. Miniver (TV)
- 1961: Vanity Fair (TV-Serie, eine Folge)
- 1961: Shirley Temple's Storybook: The Little Mermaid (TV-Reihe)
- 1961: Die Vermählung ihrer Eltern geben bekannt (The Parent Trap)
- 1961: Gnadenlose Stadt (Naked City) (TV-Serie, eine Folge)
- 1961: Feathertop (TV)
- 1961: Dr. Kildare (TV-Serie, eine Folge)
- 1961: Schauplatz Los Angeles (The New Breed) (TV-Serie, eine Folge)
- 1961: Theatre '62: Notorious (TV-Reihe)
- 1961: Adventures in Paradise (TV-Serie, zwei Folgen)
- 1962: Playdate (TV-Serie, drei Folgen)
- 1962: Empire (TV-Serie, eine Folge)
- 1963: The Nurses (TV-Serie, eine Folge)
- 1963: Kraft Mystery Theater (TV-Serie, eine Folge)
- 1963–1966: Katy (TV-Serie, 78 Folgen)
- 1965: ITV Play of the Week: The American Dream (TV-Reihe)
- 1965: Versprich ihr alles (Promise Her Anything)
- 1966: Das Geheimnis der weißen Nonne (The Trygon Factor)
- 1967: T.H.E. Cat – Artist und Detektiv (T.H.E. Cat) (TV-Serie, eine Folge)
- 1967: The Crucible (TV)
- 1969: Unter der Treppe (Staircase)
- 1970: BBC Play of the Month: Separate Tables (TV-Reihe)
- 1970: Dr. Finlay's Casebook (TV-Serie, eine Folge)
- 1970, 1981: ITV Playhouse (TV-Serie, zwei Folgen)
- 1971: Die alles zur Sau machen (Villain)
- 1972: Kate (TV-Serie, eine Folge)
- 1972, 1973: Das Haus am Eaton Place (TV-Serie, zwei Folgen)
- 1973: The ABC Afternoon Playbreak (TV-Serie, eine Folge)
- 1974: Notorious Woman (TV-Serie, eine Folge)
- 1975: French Connection II
- 1975: Ten from the Twenties (TV-Serie, eine Folge)
- 1976: Familiengrab (Family Plot)
- 1976: Abide with Me (TV) (Titel nach einem englischen Kirchenlied)
- 1977: Jubilee (TV-Serie, eine Folge)
- 1977: Supernatural (TV-Serie, eine Folge)
- 1977: Great Performances (TV-Serie, eine Folge)
- 1977: Julias unheimliche Wiederkehr (Full Circle)
- 1977: Julia
- 1978: Night Cries (TV)
- 1979: The Old Crowd (TV)
- 1980: Das Spukhaus am Kensington Park (Never Never Land)